# 秦醒民
秦醒民（1942年10月—），男，汉族，山西襄汾人，中华人民共和国政治人物，曾任海南省人民检察院检察长，海南省人大常委会副主任。